# 贝加莫
貝加莫（伦巴底语：Bèrghem），也译贝尔加莫，是意大利西北部伦巴第大区的一个城市，大约位于米兰城东北方40公里，城镇面积共39.6平方公里，人口有121,316人。

## 音樂
音樂家德布西曾以此城市的鄉村音樂風格創作貝加馬斯克組曲（Suite bergamasque）。

## 歷史
貝加莫早在上古時代已有人聚居。古羅馬時代就已是市镇，曾有一萬人口。至公元5世紀，被匈人王阿提拉所破壞。後來又被法蘭西的查理曼所征服。
文藝復興以後，為威尼斯共和國一部分。至1797年，落入法國拿破崙政權控制下。1815年，又被奧匈帝國所統治。至義大利統一後，成為義大利王國的一部分。
贝加莫城墙作为15至17世纪威尼斯共和国的防御工事组成部分而被列入世界文化遗产。

## 經濟
有多家大型企業在此設立基地，包括汽車零件生產商Brembo、機器供應商ABB、鋼材生產商Tenaris、自行車服製造商Santini SMS等等。

## 教育
贝尔加莫大学

## 其他
- 足球俱乐部亞特蘭大正位處此城。

## 友好城市
- 法國 米卢斯

## 照片

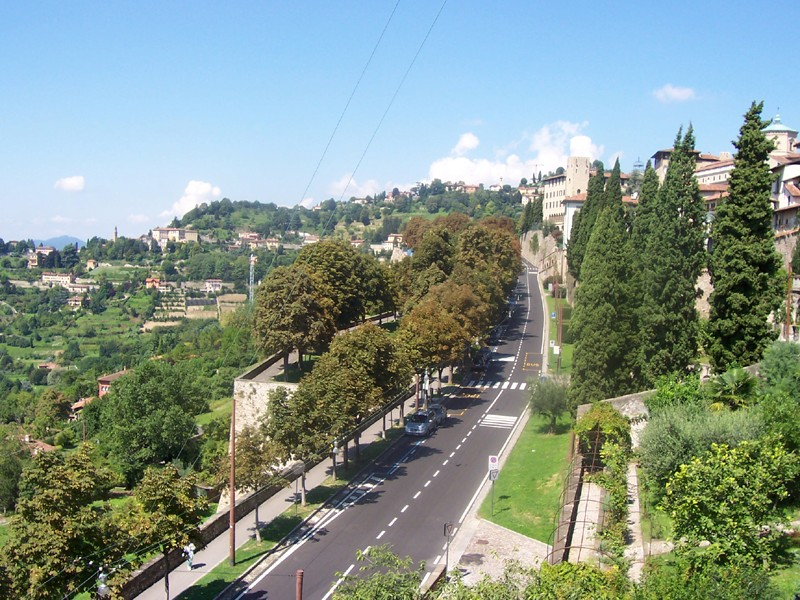
登山道路
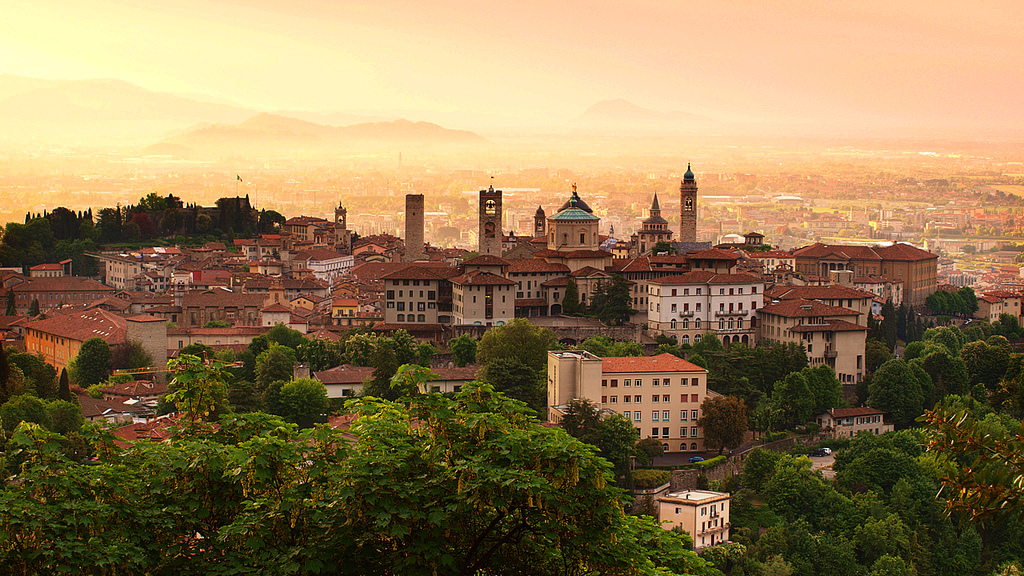
舊城區
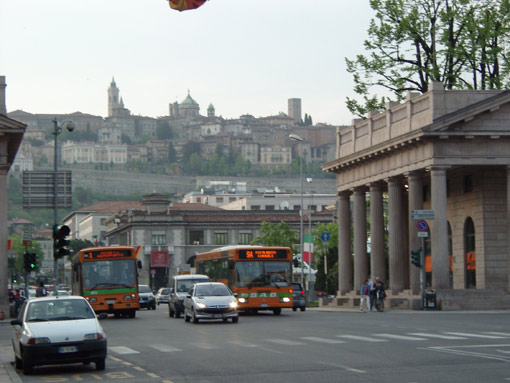
街上汽車

## 延伸阅读
- William Smith (编). . . London: John Murray. 1872 [1854].
- ,  16th, London: John Murray, 1897, OCLC 2231483
- ,  11th, New York, 1910, OCLC 14782424 –Internet Archive
- Edward Hutton, , , New York: Macmillan Co., 1912
- ,  14th, Leipzig: Karl Baedeker, 1913 (+ 1870 ed.)
- Egerton R. Williams Jr., , , London: Smith, Elder & Co., 1914

- Nicola Bernardini (编). . . Lecce: R. Tipografia editrice salentina dei fratelli Spacciante. 1890 （意大利语）.
- P. Pesenti. Bergamo (Bergamo, 1910)
- , , 1930  [2020-03-16], （原始内容存档于2019-06-01） （意大利语）
- B. Belotti. Storia di Bergamo e dei bergamaschi, 1–4 (Bergamo, 1959)
- V. Zanella. Bergamo città (Bergamo, 1971)